# Elias Motsoaledi (Limpopo)
Elias Motsoaledi es un municipio local sudafricano situado en el distrito de Sekhukhune, en la provincia de Limpopo.

## Superficie
Elias Motsoaledi tiene una superficie de 3713 km².

## Demografía
En 2022, tenía 288 049 habitantes, una densidad poblacional de 77,57 hab./km², y 79 136 viviendas.